# Gunong Meunasah
Gunong Meunasah är en kulle i Indonesien.   Den ligger i provinsen Aceh, i den västra delen av landet, 1 700 km nordväst om huvudstaden Jakarta. Toppen på Gunong Meunasah är 86 meter över havet.
Terrängen runt Gunong Meunasah är platt åt sydost, men åt nordväst är den kuperad. Havet är nära Gunong Meunasah åt sydväst.Runt Gunong Meunasah är det ganska tätbefolkat, med 52 invånare per kvadratkilometer.